# Calle Isla de Flores
La calle Isla de Flores atraviesa los barrios montevideanos Barrio Sur y Palermo. Es la continuación de la calle Carlos Gardel y se extiende desde Carlos Quijano hasta Juan D. Jackson.

## Llamadas

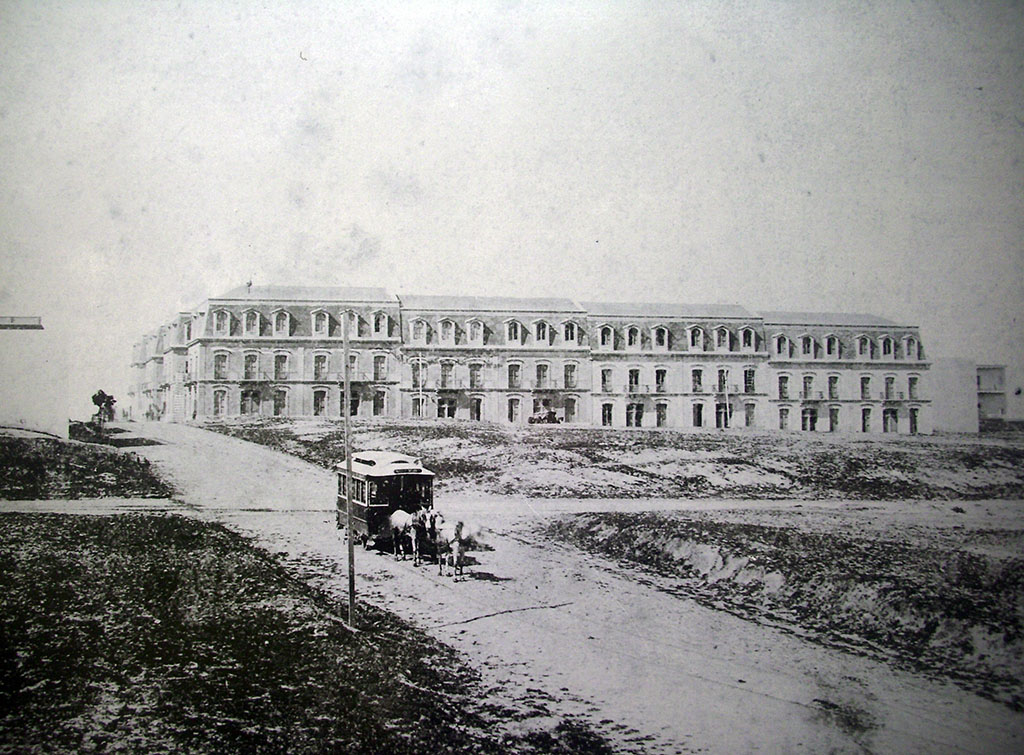
Vista del Complejo Reus, alrededor del año 1900.

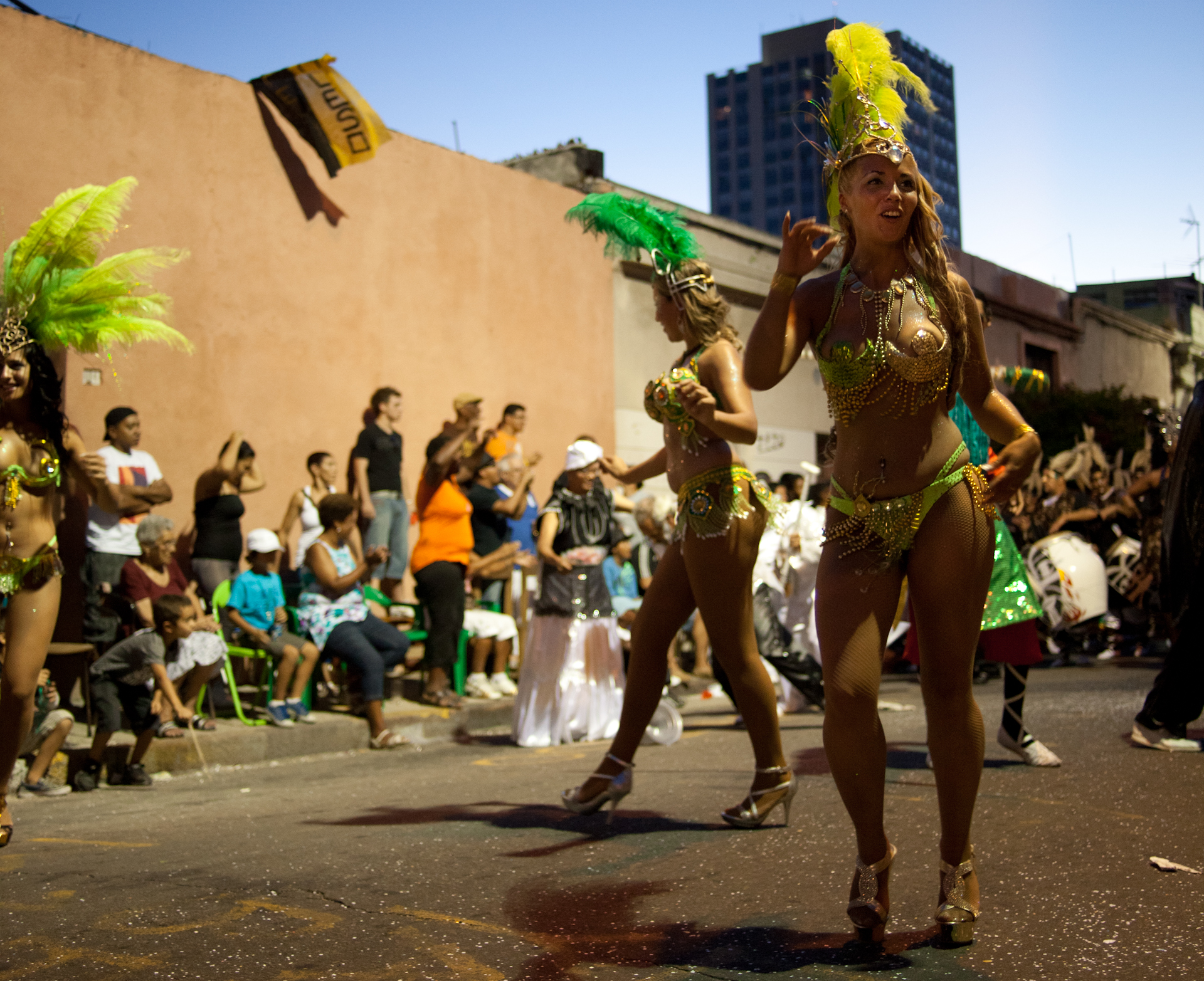
Desfile de Llamadas en Montevideo en 2011.

Actualmente por esta calle se desarrolla el Desfile de llamadas, gran concurso y espectáculo que engloba sociedades de negros y lubolos de todo el país. Antiguamente era una manifestación espontánea que, alrededor de los tambores, convocaba al encuentro, a una recorrida por las calles al ritmo del candombe y de su danza. Este nace en la esquina de Isla de flores y Ansina.
Hasta 1956, estos desfiles partían de sus reductos naturales, los conventillos, en los que vivían casi todas las familias negras de Uruguay, especialmente de los dos más famosos, los conventillos Mediomundo y Ansina, en los barrios Palermo y Sur. Estos conventillos fueron cerrados y demolidos en la década de los años 1970.

## Centros culturales
Sobre esta calle se encuentra la asociación civil no gubernamental sin fines de lucro "Africanía". Desde el punto de vista cultural, Africanía pretende revalorizar las tradiciones de los pueblos africanos esclavizados que llegaron  a la Banda Oriental, de sus descendientes y de la contribución de los mismos a la formación de la nacionalidad oriental, su contribución a la cultura y a la idiosincrasia uruguayas
También sobre la calle Isla de Flores se ubica la Casa de la Cultura Afrouruguaya, una institución sin fines de lucro que promueve el conocimiento, la valoración y difusión del aporte de los afrodescendientes, así como la creación y recreación de sus diversas manifestaciones artísticas, culturales y sociales.
Frente a estas instituciones, actualmente está la cooperativa de vivienda COVIREUS. Antiguamente fue uno de los mayores complejos de vivienda del barrio. La realización de este conjunto de viviendas, proyectado por el ingeniero Juan Tosi, en su origen estuvo destinado a familias de bajos recursos, alojando principalmente población de inmigrantes en razón de lo accesible de los alquileres.
A principios del siglo XX, la población afrodescendiente era ya mayoritaria en este barrio, el cual se convirtió en la cuna el sitio en cuna del candombe, hoy Patrimonio de la Humanidad. No fue raro entonces que en la esquina de Isla de flores y Ansina, corazón del barrio, nacieran las Llamadas.
Pero esos valores no fueron respetados y toda el área sufrió un paulatino deterioro de su materialidad, situación agravada en los años setenta por presiones de inversión inmobiliaria que alentaban una sustitución masiva, profundizando el estado ruinoso de buena parte de las construcciones. Finalmente desalojada su gente, el hecho se convirtió en un nuevo factor de desarraigo, afectando el patrimonio cultural de la comunidad allí residente y de todos los montevideanos.